# 니콜라스 페타스
니콜라스 페타스(덴마크어: Nicholas Pettas, 1973년 1월 23일)는 그리스-덴마크의 킥복싱 선수이다.

## 생애

### 출생
1973년 1월 23일, 국적인 덴마크에서 태어났다. 어린 시절, 그는 또래들에게 많이 맞고 다니다가 맞고 다니는 자신이 한심스러워 극진회관에서 가라테를 연마하면서 K-1에 입문했다. 최근에는 2008년 8월 10일(대한민국 표준시) 하와이에서 열린 K-1 WGP 북미예선에서 릭 치크와 경기를 가졌는데 오른쪽 대퇴근이 파열돼 기권을 선언하였다.

### 입식 타격 전적
- 19전 9승 10패(8 KO)

| 경기일자         | 상대                | 결과 | 내용            | 대회                                           |
| ---------------- | ------------------- | ---- | --------------- | ---------------------------------------------- |
| 2008년 8월 9일   | 릭 치크             | 패   | 1R 1분 15초 TKO | K-1 월드 GP 2008 in Hawaii                     |
| 2007년 12월 31일 | 김영현              | 승   | 2R 41초 KO      | K-1 다이너마이트 2007                          |
| 2007년 8월 5일   | 피터 아츠           | 패   | 2R 2분 34초 KO  | K-1 월드 GP 2007 in hongkong                   |
| 2006년 12월 31일 | 바다 하리           | 패   | 2R 1분 28초 TKO | K-1 다이너마이트 2006                          |
| 2006년 9월 23일  | 온다 오카노리       | 승   | 2R 1분 TKO      | Heat 2nd                                       |
| 2006년 8월 18일  | 에릭 노서           | 승   | 3R KO           | Xplosion Super Fight 14                        |
| 2005년 10월 9일  | 구칸 사키           | 승   | 2R TKO          | 무사도 유럽 - 로테르담 럼블                    |
| 2002년 6월 2일   | 세르게이 구르       | 패   | 2R 1분 TKO      | K-1 survival 2002                              |
| 2002년 4월 21일  | 피터 아츠           | 패   | 1R 2분 50초 KO  | K-1 Burning 2002                               |
| 2001년 12월 8일  | 알렉세이 이그나쇼프 | 패   | 2R 1분 28초 KO  | K-1 월드 GP 2001 final                         |
| 2001년 8월 19일  | 무사시              | 승   | 4R 연장판정     | K-1 앤디 노모리얼 2001                         |
| 2001년 8월 19일  | 노부 하야시         | 승   | 1R 1분 26초 KO  | K-1 앤디 노모리얼 2001                         |
| 2001년 8월 19일  | 후지모토 유스케     | 승   | 1R 2분 57초 KO  | K-1 앤디 노모리얼 2001                         |
| 2001년 3월 17일  | 피터 발가           | 승   | 3R 1분 39초 KO  | K-1 grandiators 2001                           |
| 2000년 10월 9일  | 마이클 맥도날드     | 패   | 5R 판정         | K-1 월드 GP 2000 in fukuoka                    |
| 2000년 7월 30일  | 제롬 르 밴너        | 패   | 1R 3분 KO       | K-1 월드 GP 2000 in nagoya                     |
| 2000년 7월 30일  | 리키 닉켈슨         | 승   | 1R 1분 27초 KO  | K-1 월드 GP 2000 in nagoya                     |
| 1999년 3월 25일  | 노지 류타           | 패   | 5R 재연장판정   | SRS 후지와라 노리카 방송졸업특집 스페셜 원매치 |
| 1998년 7월 18일  | 스테판 레코         | 패   | 2R 1분 9초 TKO  | K-1 Dream's 98                                 |

※릭 치크전 TKO: 니콜라스 페타스가 오른쪽 대퇴근 파열로 인해 심판에게 기권하고 싶다고 요구를 해 결국 릭 치크가 준결승에 진출하게 된다.

### 정보
키 180cm에 몸무게는 105kg대이다. 키는 작지만 체격면에서는 헤비급 선수들에게 뒤지지 않는다. 그는 K-1에 입문했지만 실력과는 달리 실적과 운이 아주 좋지 않아 2002년도 은퇴를 선언하다가 2006 다이너마이트에서 컴백 무대를 가졌지만 바다 하리에게 패배하고 2007 다이너마이트에서는 대한민국의 김영현을 격침시키면서 부활의 신호탄을 쐈다. 또한 K-1 월드 GP 2008에서 8강전 상대인 릭 치크랑 맞섰으나 오른쪽 대퇴근 파열로 인한 기권 선언으로 TKO패배를 맛보게 된다.

## 타이틀
- 1995년 전유럽 가라테선수권대회 중량급 우승

## 출연 작품
- 시베리아 초특급5
- THE WINDS OF GOD -KAMIKAZE- (2006년)
- 아ゝ!일헌가 프로레슬링
- TV드라마 - 퍼즐（2008년 5월、TV아사히）
- 체인지 제5화
- 노부나가 콘체르토 제9화 (2014년, 후지 TV) - 루이스 프로이스 역